# Viquipèdia en hongarès
La Viquipèdia en hongarès (en hongarès: Magyar Wikipédia) és l'edició en hongarès de la Viquipèdia.
El 7 de febrer del 2007 va arribar als 50.000 articles. L'1 de gener del 2008 superava els 80.000 articles i els 36.000 usuaris registrats i el 17 de juliol del mateix any va arribar als 100.000 articles. Iniciada el 8 de juliol de 2003, va arribar als 300,000 articles el maig de 2015. El 14 de març 2025 aquesta edició té 493.297 articles i és la 23a edició més gran de Viquipèdia.

## Història
La primera Viquipèdia relacionada amb la llengua hongaresa va ser creada el 5 de setembre del 2001 per Larry Sanger, aleshores el coordinador de la Viquipèdia en anglès, qui va crear l'adreça {{format ref}} http://hu.wikipedia.com, i funcionava amb UseModWiki. Durant força mesos hi va haver alguns articles en hongarès i hi havia problemes relacionats amb vandalisme.
L'actual Viquipèdia en hongarès va ser creada el 8 de juliol del 2003 per Péter Gervai. Aquell dia la pàgina es va habilitar en hongarès a l'adreça {{format ref}} http://hu.wikipedia.org.